# Francesco Guicciardini
Ser Francesco Guicciardini (Firenze, 6 marzo 1483 – Arcetri, 22 maggio 1540) è stato uno scrittore, storico e politico italiano.
Amico e interprete di Niccolò Machiavelli, è considerato uno dei maggiori scrittori politici del Rinascimento italiano. Nel suo capolavoro, La storia d'Italia, Guicciardini aprì la strada a un nuovo stile nella storiografia caratterizzato dall'uso di fonti governative a supporto delle argomentazioni e dall'analisi realistica delle persone e degli eventi del suo tempo.

## Biografia

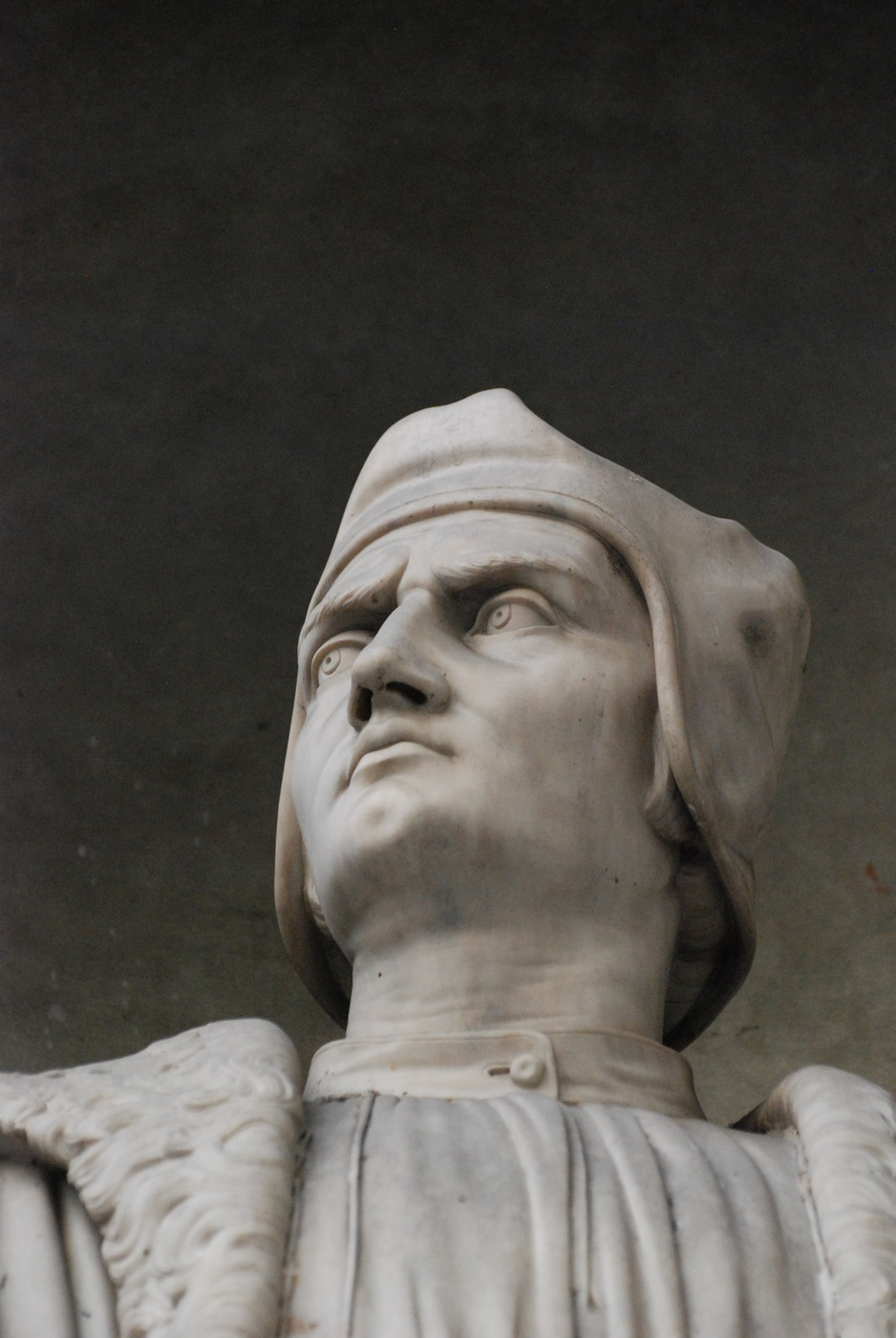
Dettaglio della statua del Guicciardini.

Francesco Guicciardini nacque a Firenze il 6 marzo 1483, terzogenito dei Guicciardini, famiglia tra le più fedeli al governo mediceo. Dopo una prima formazione umanistica in ambito familiare dedicata alla lettura dei grandi storici dell'antichità (Senofonte, Tucidide, Livio, Tacito), studiò a Firenze giurisprudenza, seguendo le lezioni del celebre Francesco Pepi. Dal 1500 soggiornò a Ferrara per circa due anni, per poi trasferirsi a Padova per seguire le lezioni di docenti di maggior importanza. Rientrato a Firenze nel 1505, vi esercitò, sebbene non fosse ancora laureato, l'incarico di istituzioni di diritto civile; nel novembre dello stesso anno ottenne il dottorato in ius civile ed iniziò la sua carriera forense.
Nel 1506 si concluse la sua attività accademica; nel frattempo, contrasse matrimonio, contro il volere paterno, con Maria Salviati, figlia di Alamanno Salviati e appartenente ad una famiglia politicamente esposta ed apertamente contraria a Pier Soderini, all'epoca gonfaloniere a vita di Firenze. Guicciardini si curò poco di queste rivalità, in quanto il suo interesse principale era avere un futuro ruolo politico, alla luce soprattutto del prestigio di cui godeva la famiglia della moglie, che avrebbe potuto avere per lui un effetto positivo.
Questo matrimonio infatti funse per lui da trampolino di lancio, garantendogli una brillante e rapida ascesa politica: con l'aiuto del suocero fu nominato tra i capitani dello Spedale del Ceppo, una carica non molto significativa di per sé, ma prestigiosa in quanto a membri insigniti dell'onorificenza. Nel 1508 curò l'istruttoria contro il podestà Piero Ludovico da Fano, iniziando la stesura delle Storie fiorentine e dei Ricordi. Esattamente dieci anni prima, ossia con l'anno 1498, si chiudono quelle Cronache forlivesi di Leone Cobelli che espongono le premesse degli avvenimenti riguardanti Caterina Sforza e Cesare Borgia di cui Guicciardini si occupa, nelle sue Storie, per i notevoli riflessi che hanno sulla politica fiorentina.
Nel 1509, in occasione della guerra contro Pisa, venne chiamato a pratica dalla signoria, ottenendo, grazie all'aiuto del Salviati, l'avvocatura del capitolo di Santa Liberata. Questi progressi portarono il Guicciardini anche ad una rapida ascesa nella politica internazionale, ricevendo dalla Repubblica Fiorentina l'incarico di ambasciatore in Spagna presso Ferdinando il Cattolico nel 1512. Da questa sua esperienza nell'attività diplomatica nacque la Relazione di Spagna, una lucida analisi delle condizioni sociopolitiche della Penisola Iberica e anche il "Discorso di Logrogno", un'opera di teoria politica in cui Guicciardini sostiene una riforma in senso aristocratico della Repubblica fiorentina.
Nel 1513 fece ritorno a Firenze, dove da circa un anno era stata restaurata la Signoria Medicea con l'appoggio dell'esercito ispano-pontificio. Dal 1514 fece parte degli Otto di Guardia e Balia e nel 1515 entrò a far parte della signoria, divenendo, grazie ai suoi servigi resi ai Medici, avvocato concistoriale e governatore di Modena nel 1516, con la salita al soglio pontificio di Giovanni de' Medici, col nome di Leone X. Il suo ruolo di primo piano nella politica emiliano-romagnola si rinforzò notevolmente nel 1517, con la nomina a governatore di Reggio Emilia e di Parma, proprio nel periodo del delicato conflitto franco-imperiale. Fu nominato nel 1521 commissario generale dell'esercito pontificio, alleato di Carlo V contro i francesi; in questo periodo maturò quell'esperienza che sarebbe stata cruciale nella redazione dei suoi Ricordi e della Storia d'Italia.
Alla morte di Leone X, avvenuta nel 1521, Guicciardini si trovò a contrastare l'assedio di Parma, argomento trattato nella Relazione della difesa di Parma. Dopo l'assunzione al papato di Giulio de' Medici, col nome di Clemente VII, venne inviato a governare la Romagna, una terra agitata dalle lotte tra le famiglie più potenti; qui Guicciardini diede ampio sfoggio delle sue notevoli abilità diplomatiche.
Per contrastare lo strapotere di Carlo V, propagandò un'alleanza fra gli stati regionali allora presenti in Italia e la Francia, in modo da salvaguardare in un certo qual modo l'indipendenza della penisola.  L'accordo fu sottoscritto a Cognac nel 1526, ma si rivelò ben presto fallimentare; di questo periodo è il Dialogo del reggimento di Firenze, in due libri, scritti fra il 1521 e il 1526, in cui si ripropone il modello della repubblica aristocratica; nel 1527 la Lega subì una cocente disfatta e Roma fu messa al sacco dai Lanzichenecchi, mentre a Firenze veniva instaurata (per la terza ed ultima volta) la repubblica. Coinvolto in queste vicissitudini, e visto con diffidenza dai repubblicani per i suoi trascorsi medicei, si ritirò in un volontario esilio nella sua villa di Finocchieto, nei pressi di Firenze. Qui compose due orazioni, l'Oratio accusatoria e la defensoria, ed una Lettera Consolatoria, che segue il modello dell'oratio ficta, nella quale espose le accuse imputabili alla sua condotta con le adeguate confutazioni, e finse di ricevere consolazioni da un amico. Nel 1529 scrisse le Considerazioni intorno ai "Discorsi" del Machiavelli "sopra la prima deca di Tito Livio", in cui accese una polemica nei confronti della mentalità pessimistica dell'illustre concittadino. In questi mesi completa anche la redazione definitiva dei Ricordi.
Dopo la confisca dei beni, nel 1529 lasciò Firenze e ritornò a Roma, per rimettersi di nuovo al servizio di Clemente VII, che gli offrì l'incarico di diplomatico a Bologna. Dopo il rientro dei Medici a Firenze (1531), fu accolto alla corte medicea come consigliere del duca Alessandro e scrisse i Discorsi del modo di riformare lo stato dopo la caduta della Repubblica e di assicurarlo al duca Alessandro; non fu tenuto tuttavia in altrettanta considerazione dal successore di Alessandro, Cosimo I, che lo lasciò in disparte. Guicciardini allora si ritirò nella sua villa di Santa Margherita in Montici ad Arcetri, dove trascorse i suoi ultimi anni dedicandosi alla letteratura: riordinò i Ricordi politici e civili, raccolse i suoi Discorsi politici e soprattutto scrisse la Storia d'Italia. Morì ad Arcetri nel 1540, quando da circa due anni si era ormai ritirato a vita privata.

## Il pensiero politico
Guicciardini è noto soprattutto per la Storia d'Italia, vasto e dettagliato affresco delle vicende italiane tra il 1494 (anno della discesa in italia del Re francese Carlo VIII) e il 1534 (anno della morte di Papa Clemente VII) e capolavoro della storiografia della prima epoca moderna e della storiografia scientifica in generale. Come tale, è un monumento al ceto intellettuale italiano del XVI secolo, e più specificamente alla scuola toscano-fiorentina di storici filosofici (o politici) di cui fecero parte anche Niccolò Machiavelli, Bernardo Segni, Jacopo Pitti, Jacopo Nardi, Benedetto Varchi, Francesco Vettori e Donato Giannotti.
L'opera districa la rete attorcigliata della politica degli stati italiani del Rinascimento con pazienza ed intuito. L'autore volutamente si pone come spettatore imparziale, come critico freddo e curioso, raggiungendo risultati eccellenti come analista e pensatore (anche se più debole è la comprensione delle forze in gioco nel più vasto quadro europeo).
Guicciardini è l'uomo dei programmi che mutano "per la varietà delle circunstanze" per cui al saggio è richiesta la discrezione (Ricordi, 6), ovvero la capacità di percepire "con buono e perspicace occhio" tutti gli elementi da cui si determina la varietà delle circostanze. 
La realtà non è quindi costituita da leggi universali immutabili come per Machiavelli. 
Altro concetto saliente del pensiero guicciardiniano è infatti il particulare (Ricordi, 28) a cui si deve attenere il saggio, cioè il proprio interesse inteso nel suo significato più nobile come realizzazione piena della propria intelligenza e della propria capacità di agire a favore di se stesso e dello stato. In altre parole il particulare non va inteso egoisticamente, come un invito a soddisfare solamente l'interesse personale, bensì a considerare pragmaticamente quanto ognuno può effettivamente realizzare nella specifica situazione in cui si trova (pensiero complementare rispetto a quello di Machiavelli).
In netta polemica con Francesco Guicciardini, per alcuni passi della Storia d'Italia, Jacopo Pitti scrisse l'opuscolo Apologia dei Cappucci (1570-1575), a difesa della fazione dei democratici, soprannominati i Cappucci.

## Fortuna
Guicciardini è considerato il progenitore della storiografia moderna, per il suo pionieristico impiego di documenti ufficiali a fini di verifica della sua Storia d'Italia.
Fino al 1857 la reputazione di Guicciardini poggiava sulla Storia d'Italia e su alcuni estratti dai suoi aforismi. Nel 1857 i suoi discendenti, i conti Piero e Luigi Guicciardini, aprirono gli archivi di famiglia e diedero incarico a Giuseppe Canestrini di pubblicare, in 10 volumi, le sue memorie.
Negli anni dal 1938 al 1972 furono pubblicati i suoi Carteggi, che contribuirono in modo determinante ad un'accurata conoscenza della sua personalità.

### La critica seicentesca

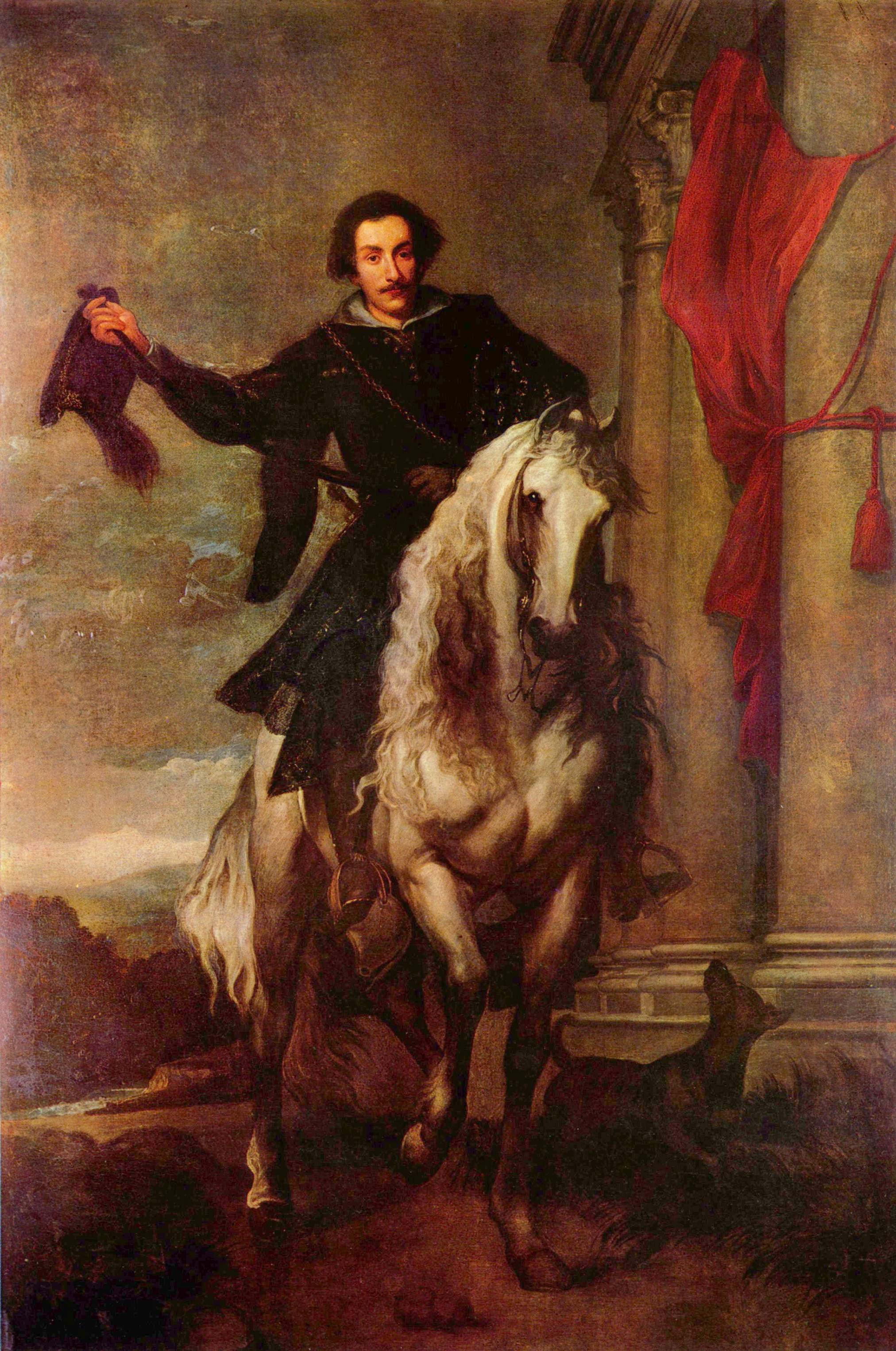
Antoon van Dyck, Ritratto equestre di Anton Giulio Brignole Sale, 1627

L’angolo di prospettiva dal quale si prese a considerare, nella prima metà del secolo XVII, l’opera guicciardiniana, la posizione di questa nel giudizio dei lettori secenteschi, sono bene indicati da uno spirito acuto dell’epoca, A. G. Brignole Sale (1636): «quindi non per altro, a mio giudizio, porta pregio il Guicciardini sopra il Giovio, sol che questi, qual pittor gentile, de' soggetti ch'egli ha per le mani colorisce agli occhi altrui con vivacissimi ritratti, senza inviscerarsi, la superficie, quegli per contrario, qual esperto notomista, trascurando anzi dilacerando la vaghezza della pelle, vien con l'acutezza della sua sagacità fino a mostrarci il cuore e il cervello de' famosi personaggi ben penetrato». All'affiatamento con lo spirito dell'opera guicciardiniana si accompagnò, sul piano letterario, una migliore intelligenza del suo stile, di cui si cominciò ad ammirare, superando le pedanti riserve linguistiche, la scorrevolezza, l'intima misura e precisione pur nel tono sostenuto. Tuttavia, proprio dal più accreditato esponente letterario del tacitismo, T. Boccalini (1612), fu formulato un giudizio tra i meno benevoli alla Storia.»

### Il giudizio di Francesco De Sanctis

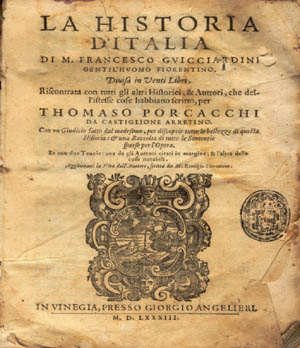
Copertina di un'antica edizione della Storia d'Italia

Francesco De Sanctis non ebbe simpatia per Guicciardini ed infatti non nascose di apprezzare maggiormente il Machiavelli.
Nella sua Storia della letteratura italiana il critico irpino mise in evidenza come Guicciardini fosse, sì, in linea con le aspirazioni di Machiavelli, ma se il secondo agì in linea con i suoi ideali, il primo invece "non metterebbe un dito a realizzarli".
Sempre nella sua Storia della letteratura italiana De Sanctis affermò: 
E poco più in basso aggiunse: «Questa base intellettuale è quella medesima del Machiavelli, l'esperienza e l'osservazione, il fatto e lo «speculare» o l'osservare. Né altro è il sistema. Il Guicciardini nega tutto quello che il Machiavelli nega, e in forma anche più recisa, e ammette quello che è più logico e più conseguente. Poiché la base è il mondo com'è, crede un'illusione a volerlo riformare, e volergli dare le gambe di cavallo, quando esso le ha di asino, e lo piglia com'è e vi si acconcia, e ne fa la sua regola e il suo istrumento».
Nel Romanticismo, la mancanza di evidenti passioni per l'oggetto dell'opera era infatti vista come un grave difetto, nei confronti sia del lettore che dell'arte letteraria. A ciò si aggiunga che il Guicciardini vale più come analista e pensatore che come scrittore. Lo stile è infatti prolisso, preciso a prezzo di circonlocuzioni e di perdita del senso generale della narrazione: «qualsiasi oggetto egli tocchi, giace già cadavere sul tavolo delle autopsie».

## Le opere

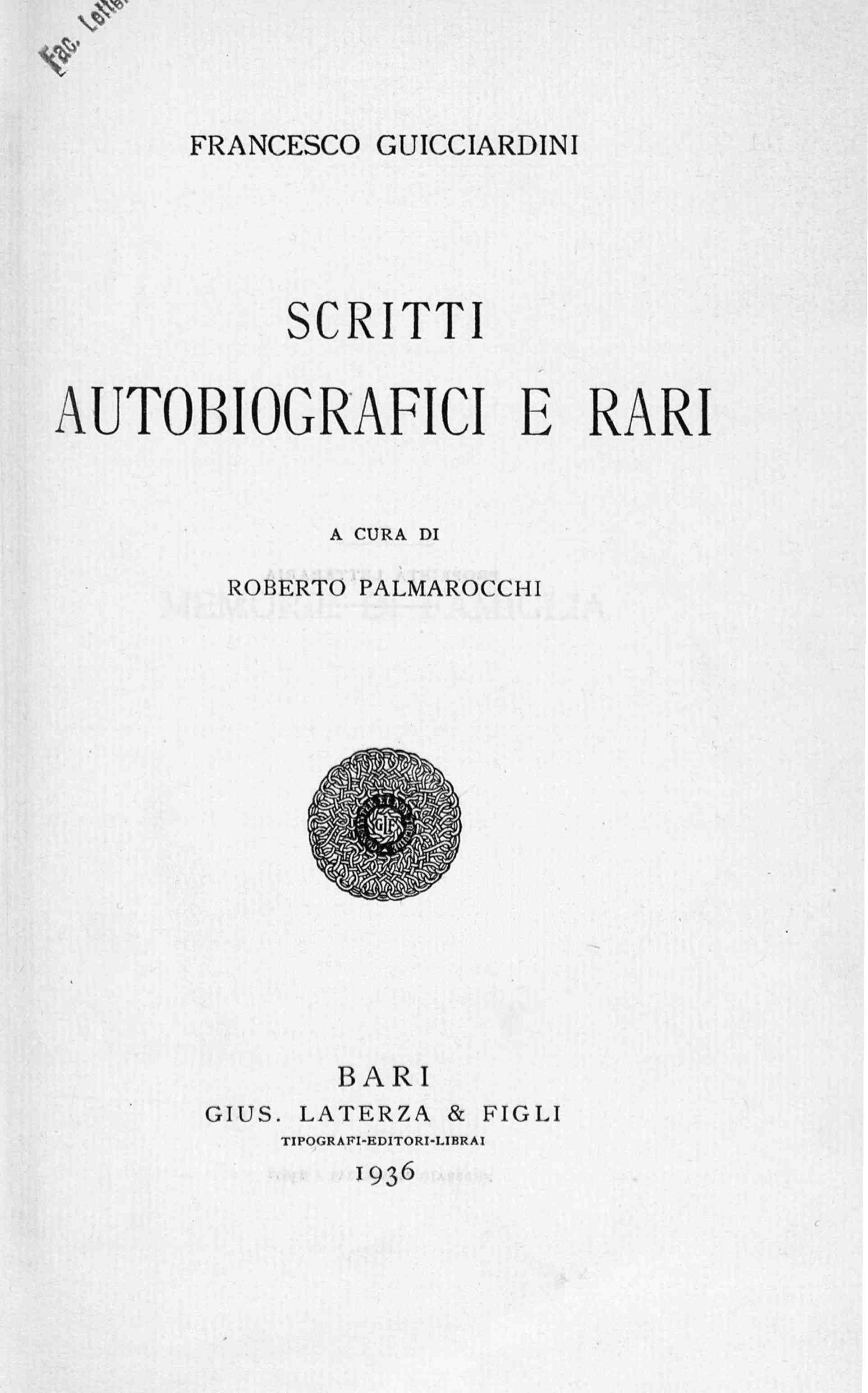
Scritti autobiografici e rari, Laterza, 1936

- Storie fiorentine (dal 1508 al 1509), rimasta inedita fino al 1859
- Discorso di Logrogno (1512)
- Considerazioni sui Discorsi del Machiavelli, (1527 - 1529)
- Ricordi politici e civili
- Dialogo del Reggimento di Firenze (dal 1521 al 1526)
- Storia d'Italia (dal 1537 al 1540)
- Scritti inediti sopra la politica di Clemente VII dopo la battaglia di Pavia, a cura di P. Guicciardini, Firenze, Olschki, 1940.
- Le cose fiorentine, a cura di R. Ridolfi, Firenze, Olschki, 1945.
- Carteggi, 17 voll., 1938-72 (voll. 1-2 presso Zanichelli, Bologna; vol. 3 presso Istituto per gli studi di politica internazionale, Firenze; vol. 4 presso Istituto storico italiano per l'età moderna e contemporanea, Roma; voll. 5-17 presso P. G. Ricci, Roma)

### Testi
- Francesco Guicciardini, Historia di Italia. Libri 1.-16., In Venetia, appresso Giorgio Angelieri, 1574.
- Francesco Guicciardini, Historia di Italia, vol. 1, Pisa, presso Niccolò Capurro, 1819.
- Francesco Guicciardini, Historia di Italia, vol. 2, Pisa, presso Niccolò Capurro, 1819.
- Francesco Guicciardini, Historia di Italia, vol. 3, Pisa, presso Niccolò Capurro, 1819.
- Francesco Guicciardini, Historia di Italia, vol. 4, Pisa, presso Niccolò Capurro, 1819.
- Francesco Guicciardini, Historia di Italia, vol. 5, Pisa, presso Niccolò Capurro, 1819.
- Francesco Guicciardini, Historia di Italia, vol. 6, Pisa, presso Niccolò Capurro, 1819.
- Francesco Guicciardini, Historia di Italia, vol. 7, Pisa, presso Niccolò Capurro, 1819.
- Francesco Guicciardini, Historia di Italia, vol. 8, Pisa, presso Niccolò Capurro, 1820.
- Francesco Guicciardini, Historia di Italia, vol. 9, Pisa, presso Niccolò Capurro, 1820.
- Francesco Guicciardini, Historia di Italia, vol. 10, Pisa, presso Niccolò Capurro, 1820.
- Francesco Guicciardini, Storia d'Italia, vol. 1, Bari, G. Laterza, 1929.
- Francesco Guicciardini, Storia d'Italia, vol. 2, Bari, G. Laterza, 1929.
- Francesco Guicciardini, Storia d'Italia, vol. 3, Bari, G. Laterza, 1929.
- Francesco Guicciardini, Storia d'Italia, vol. 4, Bari, G. Laterza, 1929.
- Francesco Guicciardini, Storia d'Italia, vol. 5, Bari, G. Laterza, 1929.
- Francesco Guicciardini, Storie fiorentine dal 1378 al 1509, Bari, G. Laterza, 1931.
- Francesco Guicciardini, Dialogo e discorsi del reggimento di Firenze, Bari, Gius. Laterza & Figli, 1932.
- Francesco Guicciardini, Scritti politici, Bari, G. Laterza, 1933.
- Francesco Guicciardini, Scritti autobiografici e rari, Bari, G. Laterza e Figli, 1936.
- Francesco Guicciardini, Storia d’Italia: la Novara rinascimentale, a cura di Claudio Groppetti, Novara, Interlinea edizioni, 2014
- Francesco Guicciardini, Storia d'Italia. Versione nella lingua italiana di oggi, a cura di Claudio Groppetti, 2 vol., Novara, Interlinea edizioni, 2019

### Studi
- Paolo Treves, Il realismo politico di Francesco Guicciardini, Firenze, La Nuova Italia, 1931.
- Vittorio De Caprariis, Francesco Guicciardini. Dalla politica alla storia, Bari, Laterza, 1950; ristampa, Bologna, Il Mulino, 1993, ISBN 978-88-150-4045-9.
- Raffaello Ramat, Il Guicciardini e la tragedia d'Italia, Firenze, Olschki, 1953.
- Roberto Ridolfi, Vita di Francesco Guicciardini, nuova ed., Milano, Rusconi, 1982 (I ed. 1960).
- Gennaro Sasso, Per Francesco Guicciardini. Quattro studi, Roma, Istituto Storico per il Medio Evo, 1985.
- Emanuele Cutinelli-Rèndina, Guicciardini, Roma, Salerno Editrice, 2009, ISBN 978-88-840-2665-1.